# Cambre
Cambre là một đô thị của Tây Ban Nha ở tỉnh A Coruña tại cộng đồng tự trị của Galicia. Nó cách thủ phủ tỉnh 12 km và khoảng 10 phút đi xe từ sân bay Alvedro.